# أحمد عوض (ممثل)
أحمد عوض( - 11 فبراير 2009) فنان وممثل كويتي بدأ مجاله الفني في الثمانينات من القرن العشرين.
كان أحمد عوض يشتهر بظهوره في القناة الأولى الكويتية في جلسات الفنانيين مصاحبا بعزفه على العود وآلة الكمان وكان قد شارك بجلسات الوادي الأخضر المشهورة آنذاك بحقبة الثمانينات. وقد اشتهر بأداءه للكثير من الأدوار، أبرزها دور «محماس» في مسلسل سوق المقاصيص في العام 2000 إلى جانب الفنان عبد الحسين عبد الرضا.

## في برنامجصادوه
في عام 2002 ظهر أحمد عوض[ ؟ ] كضيف في برنامج صادوه الشهير الذي يقدمه الفنان محمد الصيرفي وعلى عكس الضيوف الآخرين فقد كان أحمد عوض[ ؟ ] هادئا جدا ولم يبالي بتصرفات طاقم العمل التي هي من سمات البرنامج بإحداث المقالب للضيف.

## وفاته
في 11 فبراير 2009 وُجد الفنان أحمد عوض في بيته ميتاً بعد أن شنق نفسه بحبل بسبب تراكم الديون عليه.

## روابط خارجية
- أحمد عوض على موقع قاعدة بيانات الأفلام العربية